# Liste der Ortschaften im Bezirk Landeck
Die Liste der Ortschaften im Bezirk Landeck enthält alle 30 Gemeinden und ihre zugehörigen Ortschaften im Tiroler Bezirk Landeck (Einwohnerzahlen in Klammern vom 1. Jänner 2024).
Kursive Gemeindenamen sind keine Ortschaften, in Klammern der Status Markt bzw. Stadt. Die Angaben erfolgen im offiziellen Gemeinde- bzw. Ortschaftsnamen, wie von der Statistik Austria geführt.
- Faggen (393)
- Fendels (281)
- Fiss (1051)
- Fließ (3136)
- Flirsch (1063)
- Galtür (780)
- Grins (1369)
- Ischgl (1244)
  - Mathon (394)
- Kappl (2036)
  - Langesthei (190)
  - See (332)

- Kaunerberg (453)
- Kaunertal (636)
- Kauns (545)
- Ladis (547)
- Landeck (Stadt; 7616)
- Nauders (1566)
- Pettneu am Arlberg (1091)
  - Schnann (356)

- Pfunds (2600)
- Pians (592)
  - Quadratsch (210)

- Prutz (1879)
- Ried im Oberinntal (1337)
- St. Anton am Arlberg (1733)
  - St. Jakob am Arlberg (633)

- Schönwies (1762)
- See (1246)
- Serfaus (1188)
- Spiss (98)
- Stanz bei Landeck (585)
- Strengen (1214)
- Tobadill (495)
- Tösens (760)
- Zams (3394)
  - Zammerberg (248)